# جو ليونارد
جو ليونارد (بالإنجليزية: Joe Leonard)‏ هو سائق سيارة سباق أمريكي، ولد في 4 أغسطس 1932 في سان دييغو في الولايات المتحدة، وتوفي في 27 أبريل 2017.

## وصلات خارجية
- جو ليونارد على موقع Racing-Reference.info (الإنجليزية)
- جو ليونارد على موقع DriverDB.com (الإنجليزية)